# Pyrrhos
Pyrrhos (Latin: Pyrrhus: Oldgræsk: Πύρρος Pýrrhos; 319/318–272 f.Kr.) var en græsk konge og statsmand, som levede under den hellenistiske periode. Han var konge af molossierne, af det kongelige Aiakos-hus, og senere blev han konge (Malalas kaldte ham også toparch) af Epiros. Han var en af de stærkeste modstandere af det tidlige Rom og blev betragtet som en af antikkens største generaler. Flere af hans sejrrige slag afstedkom uacceptable store tab, hvorfra udtrykket "pyrrhussejr" stammer fra.
Pyrrhos blev konge af Epiros i 306 f.Kr. i en alder af 13 år, men blev afsat af Kassander fire år senere. Han så kamp under Diadok-krigen og genvandt sin trone i 297 f.Kr. med støtte fra Ptolemaios 1. Soter. Under den såkaldte Pyrrhiske Krig kæmpede Pyrrhos mod Rom på foranledning af Tarentum og opnåede en kostbare sejre ved Heraclea og Asculum. Han fortsatte efterfølgende sin militær kampagne med at overtage Sicilien fra Karthago, men blev snart drevet ud og mistede alle sine erobringer i Italien efter Slaget ved Beneventum i 275 f.Kr.
Pyrrhos erobrede den makedonske trone fra Antigonos 2. Gonatas i 274 f.Kr. og invaderede Peloponnes i 272 f.Kr. Det epirote angreb på Sparta blev dog forhindret, og Pyrrhos blev dræbt under en gadekamp i Argos.

## Etymologi
Den latinske form Pyrrhus stammer fra det græske navn Pyrrhos (Græsk; Πύρρος), der betyder "flammeagtig" eller "brændbar", afledt af ordet Pyr (Græsk; Πύρ), der betyder "ild", og suffikset -ros (Græsk; ρος), der betyder "-lig" eller "tilhørende". I henhold til andre er navnet faktisk "ildfuld, rødlig" og blev især brugt til at betegne rødt hår. Pyrrhos blev også brugt som et alternativt navn til Neoptolemos, søn af Achilleus og prinsessen Deidamia i den homeriske græske mytologi.